# Bedford, Texas
Bedford là một thành phố thuộc quận Tarrant, tiểu bang Texas, Hoa Kỳ. Năm 2010, dân số của xã này là 46979 người.

## Dân số
- Dân số năm 2000: 47152 người.
- Dân số năm 2010: 46979 người.